# Anthony Fokker
Anton Herman Gerard 'Anthony' Fokker (6. april 1890 – 23. december 1939) var en hollandsk flykonstruktør. Han blev født i Blitar (Hollandsk Ostindien, nu Indonesien). Som 20-årig byggede han sit første flyvemaskine — Spin (Edderkoppen) — Det første hollandsk producerede flyvemaskine, som fløj i hans hjemland. Her blev han også berømt på at flyve rundt om Sint-Bavokerks tårn i Haarlem 31. august 1911.
I 1911 flyttede han til Berlin og i 1912 grundlagte han sit firma Fokker, som han siden flyttede til Schwerin. Under 1. verdenskrig byggede han utallige flyvemaskiner til tyskerne.
Hans mest berømte og succesrige flyvemaskiner fra verdenskrigen er Fokker E.III (1915), Fokker Dr.I (1917) og Fokker D.VII (1918). Han har og fejlagtig tit fået æren for at han opfandt det synkroniserede maskingevær, som kunne skyde mellem de roterende propelblade, men denne mekanismen blev udviklet af en af hans ansatte, Heinrich Lübbe. Men Fokker's flyvemaskiner blev de første der benyttede synkroniserede maskingevær.
Efter ordre fra hærledelsen arbejdede Fokker fra 1917 til 1919 sammen med Hugo Junkers. På grund af Versailles-traktaten måtte Tyskland efter krigen hverken bygge flyvemaskiner eller motorer til flyvemaskiner. Fokker flyttede tilbage til Holland og genetablerede sit eget flyvemaskineproducerende selskab i 1919. Han fokuserede nu mere på civile fly, frem for militære. Hans øgenavn var Den flyvende Hollænder.

## Amerikaner og død
I 1922 flyttede han til USA og fik senere amerikansk statsborgerskab. Her etablerede han i 1924 et amerikansk datterselskab til Fokker, kaldet Atlantic Aircraft Corporation. I 1927 blev Fokker gift med Violet Austman i New York City. Hun døde under mystiske omstændigheder 8. februar 1929, efter et fald fra deres hotelværelse. 
Anthony Fokker døde af meningitis den 23. december 1939 på Murray Hill Hospital i New York, efter at have været alvorligt syg i 3 uger. Fokkers urne blev bragt til Holland og Westerveld Kirkegård i Driehuis, hvor han blev sted til hvile i familiegraven.